# Opazon
Opazon is een geslacht van vliesvleugelige insecten uit de familie Diapriidae.

## Soorten
- O. apertum Kieffer, 1908
- O. frigidum Macek, 1997
- O. incrassatum (Thomson, 1859)
- O. parvulum (Haliday, 1857)